# Soy sólo un secreto
"Soy solo un Secreto" es el primer sencillo del decimotercer álbum de estudio de Alejandra Guzmán, Fuerza. La canción fue producida por Loris Ceroni y escrita por José Luis Pagán y Alejandra Guzmán.
La canción se ha convertido en otro éxito para el artista alcanzando su punto máximo después de nueve semanas en la lista en el número 17 del Billboard Hot Latin Tracks en la semana del 2 de febrero de 2008 y el número 6 en México. "Soy Sólo Un Secreto" fue nominada a Canción Pop del Año en los XXI Premios Lo Nuestro.

## Posicionamiento en listas
| Lista (2007)                                    | Mejor posición |
| ----------------------------------------------- | -------------- |
| Temas latinos populares de Billboard de EE. UU. | 12             |
| EE. UU. Billboard Latin Pop Airplay             | 3              |
| EE. UU. Billboard Latin Pop Airplay Anual       | 5              |